# اکتودرم
اکتودرم یا برون‌پوست (به انگلیسی: Ectoderm)، یکی از سه لایه زایای اولیه است که در تکوین اولیه رویان تشکیل می‌شود. این لایه، بیرونی‌ترین لایه بوده و نسبت به میان‌پوست (لایه میانی) و درون‌پوست (داخلی‌ترین لایه) در موقعیت سطحی قرار دارد. برون‌پوست از لایه بیرونی یاخته‌های زایا نشأت گرفته و ظهور پیدا می‌کند. کلمه اکتودرم از یونانی ektos به معنای «بیرونی» و derma به معنای «پوست» گرفته شده.
به‌طور کلی می‌توان گفت که برون‌پوست جهت تشکیل اپی‌تلیال و بافت‌های عصبی (طناب نخاعی، اعصاب محیطی و مغز) تمایز پیدا می‌کند. این بافت‌ها شامل این موارد نیز می‌شوند: پوست، مرز دهان، مقعد، سوراخ‌های بینی، غدد عرقی، مو و ناخن‌ها، و مینای دندان. انواع دیگر اپی‌تلیوم از درون‌پوست نشأت می‌گیرند.
در رویان مهره‌داران، برون‌پوست می‌تواند به دو بخش تقسیم شود: برون‌پوست سطحی پشتی که به برون‌پوست خارجی هم شناخته می‌شود، و صفحه عصبی، که با درون‌روی (invagination)، لوله عصبی و ستیغ عصبی را تشکیل می‌دهد. برون‌پوست سطحی، منجر به تشکیل اکثر بافت‌های اپی‌تلیالی گشته، و صفحه عصبی نیز تبدیل به بخش عمده دستگاه عصبی می‌گردد. به همین دلیل، صفحه عصبی و ستیغ عصبی را نیز نورواکتودرم می‌نامند.